# Alexander Salazar (Bischof)

Bischofswappen von Alexander Salazar

Alexander Salazar (* 28. November 1949 in San José, Costa Rica) ist ein costa-ricanischer Geistlicher und emeritierter römisch-katholischer Weihbischof in Los Angeles.

## Leben
Alexander Salazar empfing am 16. Juni 1984 durch den Erzbischof von Los Angeles, Timothy Kardinal Manning, das Sakrament der Priesterweihe.
Am 7. September 2004 ernannte ihn Papst Johannes Paul II. zum Titularbischof von Nesqually und zum Weihbischof in Los Angeles. Der Erzbischof von Los Angeles, Roger Michael Kardinal Mahony, spendete ihm am 4. November desselben Jahres die Bischofsweihe; Mitkonsekratoren waren der Weihbischof in Chicago, Gustavo García-Siller MSpS, und der Weihbischof in Los Angeles, Gabino Zavala.
Papst Franziskus nahm am 19. Dezember 2018 seinen vorzeitigen Rücktritt an.